# Nördliches Zwergmeerschweinchen
Das Nördliche Zwergmeerschweinchen (Microcavia niata) ist eine Art der Zwergmeerschweinchen innerhalb der Familie der Meerschweinchen. Sie kommt im südwestlichen Bolivien sowie im nördlichen Chile vor.

## Merkmale
Das Nördliche Zwergmeerschweinchen erreicht eine Kopf-Rumpf-Länge von 19,0 bis 20,0 Zentimetern. Die Ohrlänge beträgt 13 bis 22 Millimeter und die Hinterfußlänge 34 bis 41 Millimeter, das Gewicht beträgt etwa 380 Gramm. Das Nördliche Zwergmeerschweinchen gleicht in seinem Aussehen weitgehend dem Südlichen Zwergmeerschweinchen (Microcavia australis). Die Rückenfärbung ist blass gelb-sandfarben, das Gesicht und die Bauchseite sind heller weißlich sandfarben.
Im Vergleich zum Südlichen Zwergmeerschweinchen leicht vorstehend (proodont) und nicht gerade (orthodont). Der Schädel hat eine maximale Länge von 46,5 Millimeter, gemessen an einem Individuum der Unterart M. n. pallidior.

## Verbreitung

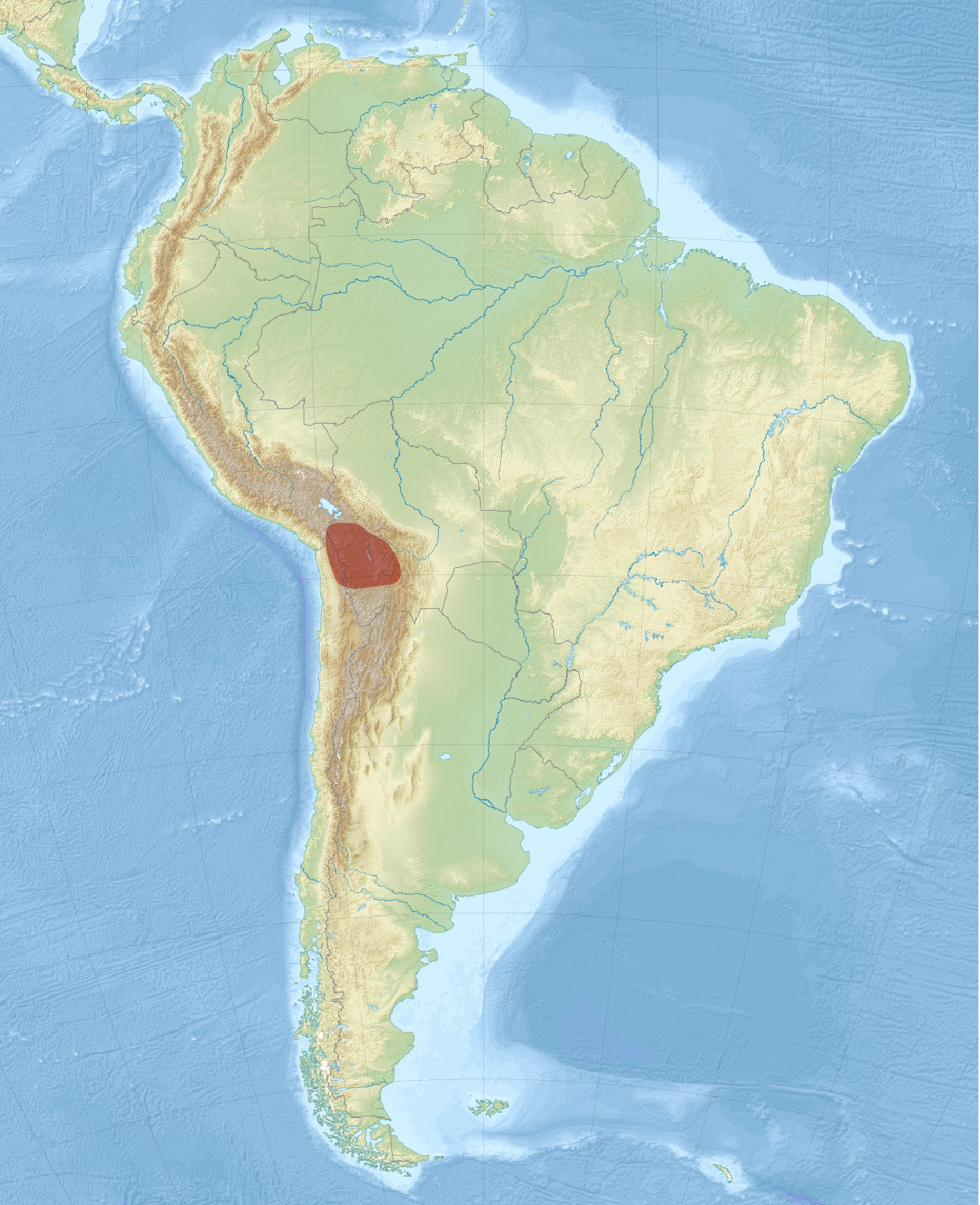
Verbreitungsgebiet des Nördlichen Zwergmeerschweinchens

Es gibt zwei anerkannte Unterarten des Nördlichen Zwergmeerschweinchens, die im Bereich des Altiplano im südwestlichen Bolivien sowie angrenzend im nördlichen Chile vorkommen.

## Lebensweise
Das Nördliche Zwergmeerschweinchen kommt in sumpfigen Gebieten des nördlichen Chile bis in halbtrockene bis trocken-sandige Habitaten in Bolivien in Höhenlagen von 3700 bis über 4000 Metern vor. Sie leben in der Nähe von Kammrattenkolonien und übernehmen teilweise auch verlassene Baue der Kammratten. Die Tiere sind herbivor und ernähren sich von verfügbaren Pflanzen wie Gräsern, Seggen, Kräutern und in Feuchtgebieten auch von Wasserpflanzen. In Bolivien stellen Federgräser (Stipa ichu) einen wesentlichen Anteil der Nahrung. Sie sind tagsüber sowie über das gesamte Jahr aktiv.
Man geht davon aus, dass die Tiere in der Regel in Kolonien aus bis zu 15 Tieren mit mehreren Männchen und Weibchen leben. Sie sind wahrscheinlich stark territorial und verteidigen ihre Territorien. Bei Bedrohungen geben sie Alarmrufe von sich. Die Fortpflanzungszeit ist nicht bekannt, aus Bolivien liegen Angaben über trächtige Weibchen im November und aus Chile über laktierende Weibchen im Februar vor.

## Systematik
Das Nördliche Zwergmeerschweinchen wird als eigenständige Art innerhalb der Gattung der Zwergmeerschweinchen (Microcavia) eingeordnet, die aus drei anerkannten Arten besteht. Die wissenschaftliche Erstbeschreibung der Art stammt von dem britischen Zoologen Oldfield Thomas aus dem Jahr 1898, der sie anhand von Individuen aus der Region La Paz unter dem Namen Cavia niata beschrieb. Die Tiere wurden nahe dem Mount Sahama in einer Höhe von etwa 4000 Metern gefunden. Thomas selbst überstellte die Art 1916 in die Gattung Monticavia, nachdem sie von Édouard Louis Trouessart 1904 der Untergattung Cerodon innerhalb der Gattung Cavia und von Maurice Neveu-Lemaire und Grandidier in die Gattung Kerodon eingeordnet wurde. Die heutige Benennung als Micocavia niata geht auf Ángel Cabrera Latorre 1961 zurück.
Innerhalb der Art werden mit der Nominatform zwei Unterarten unterschieden:
- Microcavia niata niata Thomas, 1898: Nominatform; die Unterart kommt in der Grenzregion Boliviens zu Chile vor. Sie ist in den Departamentos La Paz und Oruro im Südwesten Boliviens und in der Región de Tarapacá im Norden von Chile anzutreffen.
- Microcavia niata pallidior Thomas, 1902: Die Unterart kommt in den Departamentos Oruro und Potosí im Südwesten Boliviens vor.

## Status, Bedrohung und Schutz
Das Nördliche Zwergmeerschweinchen wird von der International Union for Conservation of Nature and Natural Resources (IUCN) als nicht gefährdet („least concern“) eingeordnet. Begründet wird dies mit der weiten Verbreitung der Art, der vermutlich großen Population und weil es unwahrscheinlich ist, dass die Bestände stark zurückgehen.

## Belege
1. 1 2 3 4 5 6 7 8 9  Northern Mountain Cavy. In: T.E. Lacher jr: Family Cavidae In: Don E. Wilson, T.E. Lacher, Jr., Russell A. Mittermeier (Hrsg.): Handbook of the Mammals of the World: Lagomorphs and Rodents 1. (HMW, Band 6) Lynx Edicions, Barcelona 2016, S. 435, ISBN 978-84-941892-3-4.
2. 1 2 3  
Jonathan L. Dunnum: Jonathan L. Dunnum: Galea leucoblephara Burmeister, (1861) In: James L. Patton, Ulyses F.J. Pardinas, Guillermo D’Elía (Hrsg.): Mammals of South America, Volume 2 – Rodents. The University of Chicago Press, Chicago 2015; S. 706–708. ISBN 978-0-226-16957-6.
3. 1 2 3  Microcavia niata in der Roten Liste gefährdeter Arten der IUCN 2019. Eingestellt von: N. Bernal, J. Dunnum, 2016. Abgerufen am 9. November 2020.
4. 1 2 3  Microcavia niata. In: Don E. Wilson, DeeAnn M. Reeder (Hrsg.): Mammal Species of the World. A taxonomic and geographic Reference. 2 Bände. 3. Auflage. Johns Hopkins University Press, Baltimore MD 2005, ISBN 0-8018-8221-4.